# FB777
FB777（エフビースリーセブン、1984年9月13日 - ）は、日本のゲーム実況者、音楽家である。ゲーム実況者・音楽ユニット「M.S.S Project」のメンバー。愛称はFB（エフビー）身長170cm、血液型A型。イメージカラーは青色。

## 人物
実写動画や生放送内ではサングラスをかけている。同グループの動画では撮影、編集、投稿、告知等、進行役・説明役を行う。また、音楽活動では、メインコンポーザー、ライブではショルダーキーボード＆ボーカルを担当している。『聖剣伝説』や『ファイナルファンタジー』などのゲームミュージックが音楽的ルーツである。
よくトークや台詞を噛んだり、不可解な日本語を話す時があるためメンバーからは「日本語が不自由」「語学の成績１」などと評されており、ファンからはそれを「FB語」「エキサイト翻訳」「母国語」「母国が恋しいのかな？」とコメントされる。
個人チャンネルでは宇宙から飛来しFB777を乗っ取った謎のガス生命体「かおすちゃん」として活動しており、翼を生やした銀髪美少女の3Dモデルを用いて配信を行っている。ボイスチェンジャーなどは使わずそのまま喋っているため、見た目に惹かれた初見の視聴者を度々困惑させている。
釣りが趣味であり、小型船舶操縦免許2級も取得している。一方で自動車の免許は所持していないため、ゲーム内で車を運転する際にメンバーに弄られることがある。好物はピザとカツカレーで、度々あろまほっとから「デブ」と毒を吐かれるほど食欲旺盛。

## 著書
- 「M.S.S Project special ZUTTOMO」（2015年7月2日）
- 「M.S.S Project special ZUTTOMO2」（2016年6月29日）
- 「M.S.S Project special ZUTTOMO3」（2017年7月21日）